# ウィリアム・フィッツジェラルド (第2代リンスター公爵)

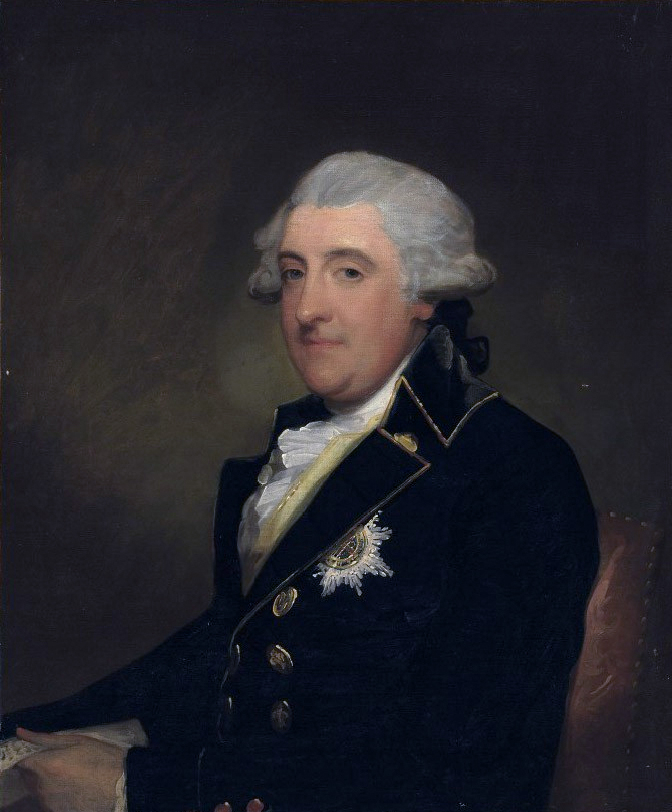
ギルバート・ステュアート画の2代リンスター公爵

第2代リンスター公爵ウィリアム・ロバート・フィッツジェラルド（英語: William Robert FitzGerald, 2nd Duke of Leinster, KP, PC(Ire)、1749年3月12日 – 1804年10月20日）は、イギリス及びアイルランドの貴族、政治家。

## 経歴
1749年3月12日、初代リンスター公爵ジェイムズ・フィッツジェラルドとその妻エミリア(第2代リッチモンド公爵チャールズ・レノックスの娘)の間の長男として生まれる。
イートン校を卒業後、1767年から1773年まで ダブリン・シティ選挙区から選出されてホイッグ党のアイルランド議会庶民院議員を務める。
1773年11月19日に父が死去し、第2代リンスター公爵位を継承した。
1777年にアイルランド枢密顧問官(PC(Ire))に就任。1788年から1789年までアイルランド記録長官、1795年から1797年までアイルランド王書記長を務める。またフリーメイソンのアイルランド・グランドロッジのグランドマスターを務めた。
1804年10月2日に死去した。

## 栄典

### 爵位
- 1773年11月19日、第2代リンスター公爵(1766年創設アイルランド貴族爵位)
- 1773年11月19日、第21代キルデア伯爵（英語版）(1316年創設アイルランド貴族爵位)
- 1773年11月19日、第2代キルデア侯爵(1761年創設アイルランド貴族爵位)
- 1773年11月19日、第2代オファリー伯爵(1761年創設アイルランド貴族爵位)
- 1773年11月19日、第2代リンスター子爵(1747年創設グレートブリテン貴族爵位)[1]

### 勲章
- 1783年、聖パトリック勲章ナイト (KP) [1]

## 家族
1775年に初代セントジョージ男爵セントジョージ・セントジョージの娘エミリア・オリヴィアと結婚し、彼女との間に以下の9子を儲ける。
- 第1子 (長女) メアリー・レベッカ・フィッツジェラルド (1777-1842) - チャールズ・ロックハート＝ロス（英語版）と結婚。
- 第2子 (次女) エミリー・エリザベス・フィッツジェラルド (1778–1856) - ジョン・ジョセフ・ヘンリーと結婚。
- 第3子 (長男) ジョージ・フィッツジェラルド (1783–1784) - 儀礼称号でキルデア侯爵。早世
- 第4子 (三女) セシリア・オリヴィア・ジェラルディン・フィッツジェラルド (1786-1863) - はじめボイル・ファーム（英語版）、ついで第3代フォーリー男爵（英語版）トマス・フォーリーと結婚
- 第5子 (四女) オリヴィア・レティシア・キャサリン・フィッツジェラルド (1787-1858) - 第8代キンネイド卿（英語版）チャールズ・キンネイドと結婚
- 第6子 (次男)  オーガスタス・フィッツジェラルド (1793-1859) - 第3代リンスター公爵
- 第7子 (三男) ウィリアム・チャールズ・オブライエン・フィッツジェラルド (1793-1864)
- 第8子 (五女) イザベラ・シャーロット・フィッツジェラルド (-1868) - ジャルナック伯ルイ・ロアン＝シャボーと結婚
- 第9子 (六女) エリザベス・フィッツジェラルド (-1857) - 初代準男爵エドワード・ベイカー（英語版）と結婚。